# Buenos Aires (Costa Rica)
Buenos Aires è un distretto della Costa Rica, capoluogo del cantone omonimo, nella provincia di Puntarenas.